# Anomalopus swansoni
Anomalopus swansoni là một loài thằn lằn trong họ Scincidae. Loài này được Greer & Cogger mô tả khoa học đầu tiên năm 1985.